# مايسيز
مايسيز (بالإنجليزية: Macy's)‏ هي سلسلة متاجر أمريكية. بالإضافة إلى متجرها الكبير الذي يتوسط مانهاتن في مدينة نيويورك، فإن الشركة تدير 850 متجرا منتشرة في أرجاء الولايات المتحدة بحسب إحصاءات سبتمبر 2012.
تشتهر هذه المحلات بشكل خاص بمبيعات عيد الشكر والذي هو تقليد لها منذ عام 1924 في متجر نيويورك. كما أن المتجر ذاته يمول الألعاب النارية التي تطلق في يوم الاستقلال كل عام منذ عام 1976.

## وصلات خارجية
- الموقع الرسمي